# Josef Aurnhammer von Aurnstein
Josef Aurnhammer von Aurnstein (německy Joseph Aurnhammer Edler von Aurnstein) (3. ledna 1827 Székesfehérvár – 3. července 1872 Rijeka) byl rakousko-uherský admirál. Původně sloužil v armádě, v roce 1849 přešel k c. k. námořnictvu. Zúčastnil se několika válek, později velel různým lodím a působil také v námořní administraci na ministerstvu války. V roce 1869 doprovázel císaře Františka Josefa při cestě na Blízký východ. V roce 1871 byl povýšen do hodnosti kontradmirála a svou kariéru završil jako velitel C. k. námořní akademie v Rijece.

## Biografie

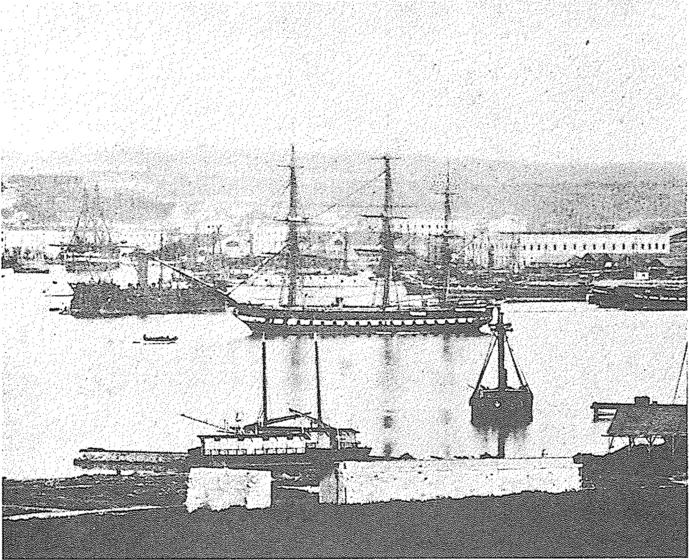
Fregata SMS Schwarzenberg, vlajková loď kapitána Josefa Aurnhammera 1865–1866

Pocházel z rodiny důstojníka, byl mladším synem c. k. generálmajora Paula Aurnhammera (1789–1863) a jeho manželky Marie, rozené Ghetaldi-Epidauri (1798–1882) ze staré dubrovnické šlechty. V roce 1837 nastoupil ke studiu na Tereziánské vojenské akademii ve Vídeňském Novém Městě a po jejím dokončení vstoupil do armády jako poručík u 32. pěšího pluku (1846) příslušného do Itálie. Během revolučních let 1848–1849 se zúčastnil bojů v Itálii a v roce 1849 byl povýšen na nadporučíka. Mezitím vstoupil k válečnému námořnictvu a v roce 1849 se zúčastnil blokády Benátek. Poté sloužil na různých lodích, v roce 1852 mu byla přiznána hodnost praporčíka u námořnictva a ještě téhož roku byl povýšen na námořního poručíka. V letech 1852–1854 na brize SMS Huszár absolvoval cestu na Blízký východ, poté sloužil u arzenálu v Pule nebo u jednotek námořní pěchoty. 

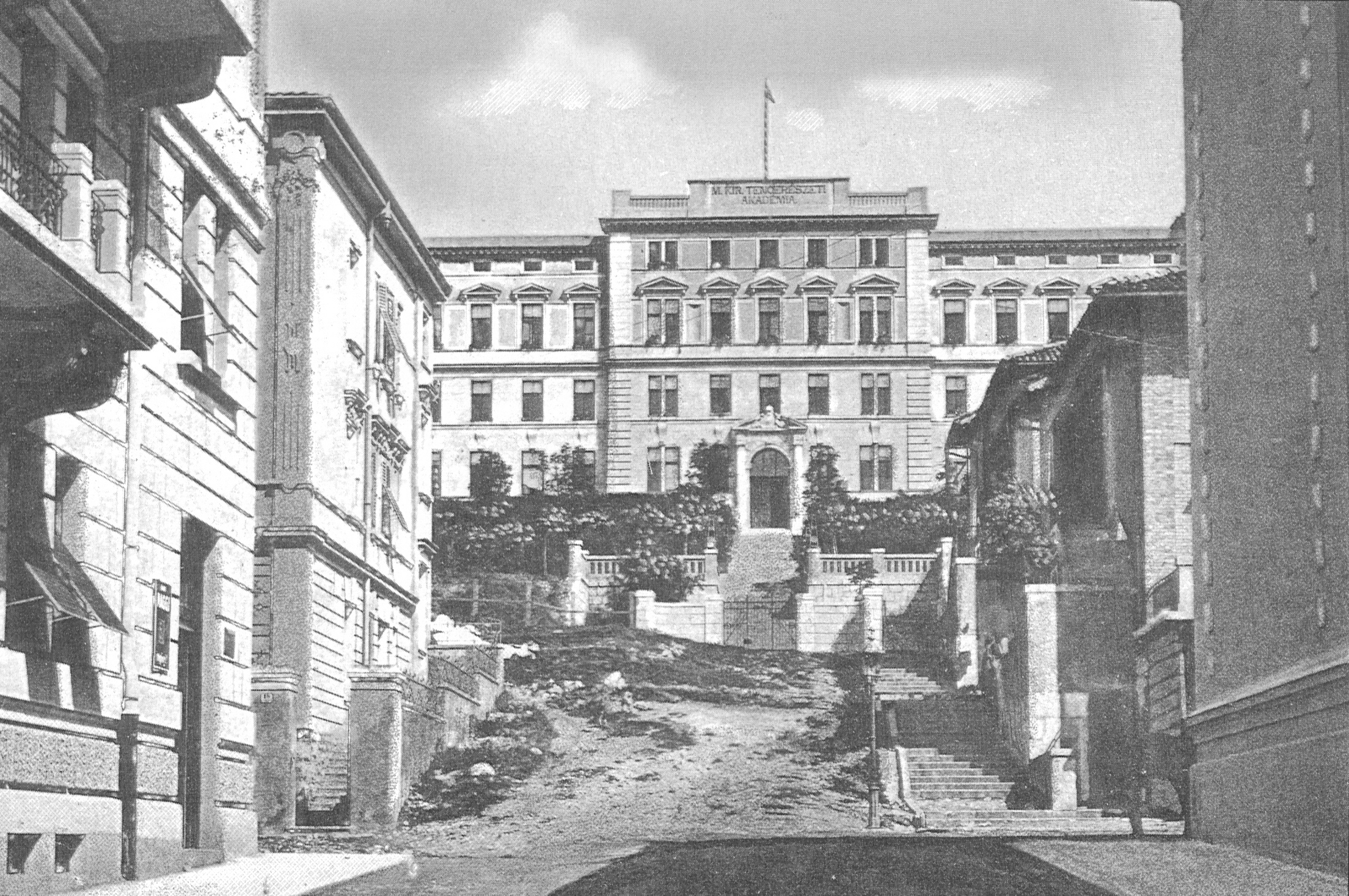
C. k. námořní akademie v Rijece, kde byl Josef Aurnhammer velitelem (1871–1872)

V roce 1859 byl povýšen na korvetního kapitána s přidělením k vrchnímu velení námořnictva, kde se stal provizorně šéfem vojenské sekce. Na této pozici měl účast na válce se Sardinií (1859) a poté byl krátce velitelem válečného přístavu v Terstu. V roce 1860 získal hodnost fregatního kapitána, v letech 1861–1863 byl velitelem říční námořní dopravy v Pešti a v roce 1863 byl přeložen jako zástupce velitele námořní základny do Benátek. V roce 1864 se zúčastnil dánsko-německé války jako velitel dělového člunu SMS Velebich a poté působil u sborového námořního velitelství v Pule. Jako velitel fregaty SMS Schwarzenberg se v letech 1865–1866 plavil po Středomoří a na Blízkém východě. 
Na jaře 1866 byl přidělen k oblastnímu námořnímu velitelství v Benátkách a 14. dubna téhož roku získal hodnost kapitána řadové lodi. Ve válce s Itálií se jako velitel fregaty SMS Radetzky vyznamenal v bitvě u Visu (1866) a poté zastával funkci velitele námořní pěchoty v Pule (1866–1867). Od března 1868 vedl I. odbor v námořní sekci na ministerstvu války. Koncem roku 1869 jako velitel fregaty SMS Habsburg doprovázel císaře Františka Josefa ke slavnostnímu otevření Suezského průplavu. S kadety námořní akademie pak v letech 1870–1871 jako velitel lodi SMS Novara absolvoval plavbu do Karibiku a severní Ameriky. K datu 29. října 1871 byl povýšen do hodnosti kontradmirála a o měsíc později byl jmenován velitelem C. k. námořní akademie v Rijece.
Zemřel ve věku 45 let 3. července 1872 v Rijece, kde byl také pohřben. 
Od roku 1859 byl ženatý s Luisou, rozenou Rießovou. Z manželství se narodili dva synové a dcera. Starší syn Robert (1860–1892) působil jako diplomat v rakousko-uherské konzulární službě, mladší Paul (1863–1889) sloužil u c. k. námořnictva.

## Tituly a ocenění
Byl uživatelem šlechtického titulu s predikátem Edler von Aurnstein, který získal jeho otec v roce 1837. Za účast v bitvě u Visu obdržel rytířský kříž Leopoldova řádu s válečnou dekorací (1866). V Osmanské říši se stal nositelem Řádu Medžidie III. třídy (1865) a Řádu Osmanie III. třídy (1870). Dále byl držitelem komandérského kříže mexického Řádu Guadalupe (1867).